# Édouard Salustro
Edouard Salustro est né le 20 décembre 1929 à Paris dans le 18e arrondissement, et mort le 8 novembre 2013. Il fonde en 1964 un cabinet d'Expertise comptable qui deviendra plus tard le cabinet Salustro-Reydel un des seuls avec le cabinet Mazars à faire front aux « big » anglo-saxons.

## Études
Edouard Salustro naît d'une mère espagnole et d'un père sicilien (bottier). Il fait ses études au lycée Turgot à Paris. Il travaille après le brevet à la "Société des pétroles" à l'âge de dix-sept ans. Sous les conseils d'amis de ses parents, il passe le concours de l'ESCP en tant que non bachelier. Une fois dans l'école, il réalise son premier stage à l'imprimerie Georges Lang qu'il obtient grâce à Paul Caujolle qui vient à l'époque se chausser chez son père. Une fois l'école terminée, les obligations militaires l'obligent à arrêter six mois la profession pour être EOR, puis il travaille au grand restaurant Lapérouse, où il peut croiser de temps à autre des personnalités comme le Général de Gaulle. Il se marie le 17 avril 1956 et devient père de trois enfants.

## Carrière
Il entre réellement en 1957 dans la profession en travaillant chez Gaston Thibault. Il quitte le cabinet Thibault pour créer son propre cabinet d'expertise ATEC en 1964 qui deviendra en 1978 Edouard Salustro et Associés. En 1985, le cabinet fusionne avec Vincent Gayet et Associés en reprenant l'audit de la Compagnie générale des eaux (Vivendi plus tard).
En 1991, il fonde le cabinet RSM Salustro Reydel qui s'occupe alors de l'audit de sociétés du CAC 40 et notamment va expertiser les comptes de Vivendi : plus précisément de Veolia environnement, Vinci (entreprise) et Vivendi Universal. Le cabinet Salustro devient numéro un en France dans son domaine. En 2000 et 2001, Edouard Salustro est nommé Président du réseau mondial d'audit et de conseil RSM International. En 2002, le chef de la doctrine comptable doit indiquer à la COB que les comptes que souhaite présenter Vivendi ne sont pas conformes. C'est un acte qui va diviser au sein de l'entreprise et qui amènera au rachat de Salustro Reydel par KPMG en 2005,.
Edouard Salustro décède le 8 novembre 2013 et repose dans la division 21 du cimetière des Batignolles à Paris où témoigneront ses nombreux amis de la profession dont notamment René Ricol.

## Distinctions
Il deviendra en 1979 président de l'Ordre des experts-comptables puis président d'honneur. Pendant la durée de ce mandat il fonde la FIDEF. De 1986 à 1990, il est nommé président d'études comptables auprès de la Commission des communautés européennes puis président de la FEE (Fédération des Experts comptables Européens). En même temps de 1986 à 2006, il est vice-président de la commission des comptes de l'INSEE et à partir de 1987, il devient vice-président puis président et enfin président d'honneur depuis 2001 de l'Unapl. Il est également membre du Conseil National de la Comptabilité devenu l'Autorité des normes comptables, Président honoraire de la section des finances du Conseil économique et social de 1995 à 2004 et président en 2001 à 2003 de l'APE l'Appel public à l’épargne. Depuis 1994, il est Président de groupe de l'interformation statistique d'entreprises du CNIS et de 1999 à 2001 Membre du Conseil national de l'évaluation des politiques publiques du COR et du CNPL. Édouard Salustro est commandeur de la Légion d'honneur et officier dans l'ordre national du Mérite.